# Latridius malouinensis
Latridius malouinensis es una especie de coleóptero de la familia Latridiidae.

## Distribución geográfica
Habita en las Islas Malvinas.